# Richard Genée
Richard Genée, Franz Friedrich Richard Genée, född 7 februari 1823 i Danzig död 15 juni 1895 i Baden, tysk librettoförfattare, dirigent och kompositör. Han har bland annat skrivit den tyska texten till operetten Läderlappen. Han var son till Friedrich Genée och bror till Rudolf Genée. 
Genée var operadirigent i bland annat Köln, Düsseldorf, Prag och Wien. Han komponerade komiska operetter som Der Musikfeind, Der Seekadett, Nanon och Die letzten Mohikaner, talrika sånger, duetter, tersetter och körer, ofta med komisk anstrykning. Genée var i regel sin egen textförfattare och skrev även texter åt Johann Strauss d.y., Franz von Suppé och Carl Millöcker.

## Filmmusik (urval)
- Ack, jag gav henne blott uppå skuldran en kyss, ur Tiggarstudenten
  - 1937 - Ryska snuvan
  - 1939 - En enda natt
  - 1939 - Skanör-Falsterbo
  - 1946 - Iris och löjtnantshjärta
  - 1947 - Krigsmans erinran
- Tiggarstudenten
  - 1932 - Svärmor kommer
  - 1939 - Frun tillhanda
- Fantinitza
  - 1945 - Oss tjuvar emellan eller En burk ananas
- Läderlappen, ouvertyr
  - 1939 - Spelets regler
  - 1956 - Flickan i frack
- Om blott jag har din kärlek, ur Boccaccio
  - 1931 - Trötte Teodor
  - 1933 - Kära släkten
  - 1954 - Per Grundén och Sonja Stjernquist
- Nu är jag pank och fågelfri, ur Tiggarstudenten
  - 1939 - Skanör-Falsterbo
  - 1954 - Per Grundén och Sonja Stjernquist
- Hemlandstoner, ur Läderlappen
  - 1976 - Förvandlingen
- Snälla rara ni! Ni som är markis, ur Läderlappen
  - 1954 - Ung sommar
  - 1993 - Det bli'r i familien